# Корь на Украине
Корь на Украине — инфекционное заболевание. Новые случаи заражения корью регулярно регистрируются во всех областях Украины и в Киеве. При этом зарубежные специалисты нередко выражают озабоченность из-за отсутствия в СМИ надлежащего освещения этого бедствия.
В феврале 2019 года со стороны комитета Верховной рады по здравоохранению прозвучал призыв к президенту страны с требованием созвать заседание Совета национальной безопасности и обороны по поводу заболеваемости корью на Украине. Из-за стремительного распространения инфекции работа Министерства здравоохранения была признана неудовлетворительной и обозначена необходимость в объявлении об общенациональной эпидемии этой болезни.

## Текущее положение дел
По данным на август 2018 года количество заболевших корью на Украине превышает 28 000 человек. Это значение превосходит число больных корью во всём Европейском Союзе и США вместе взятых за тот же период времени. В связи с этим 2 мая 2018 года Центры по контролю и профилактике заболеваний США присвоили поездкам на Украину 1-й уровень опасности, а посольство США в Киеве опубликовало на своём сайте предупреждение об эпидемии кори для американских граждан, посещающих Украину. 26 июня 2018 года украинское Министерство здравоохранения издало указ о бесплатной вакцинации всего взрослого населения.
По данным на декабрь 2018 года заболеваемость корью на Украине продолжает возрастать, причём наиболее часто корью поражаются дети от пяти до девяти лет. Полное количество перенёсших корь за 2018 год достигло 46  937 человек, что превышает число пострадавших от кори в 2006 году. Из-за осложнений болезни скончались 15 человек, из которых 11 были детьми.
За январь 2019 года количество заболевших превысило 15 тысяч человек, что в несколько раз превысило темпы распространения инфекции в предыдущем году.

## Общий контекст
В обзорной монографии «Инфекционные заболевания Украины» (англ. Infectious Diseases of Ukraine) указано, что корь эндемически свойственна всем странам планеты, однако в развивающихся государствах она уносит жизни каждого четвёртого из заболевших. Кроме этого, корь является одной из основных причин детской слепоты из-за сопутствующего ей дефицита витамина A. На Украине наиболее яркими проявлениями кори, по мнению зарубежных учёных[каких?], стали вспышка 1955 года на Западной Украине, общенациональная эпидемия с 2005 по 2007 годы (46 121 заболевших), вспышка 2012 года (12 281 заболевший) с локальными инцидентами во Львове и вспышка 2013 года в Киеве и Ровенской области. В процессе некоторых из этих явлений заболевание перекидывалось на территорию Польши и Российской Федерации.
В общеевропейском контексте по данным за первые шесть месяцев 2018 года количество зарегистрированных случаев заболевания корью поставило всеевропейский рекорд, достигнув 41 000 случаев. Более половины из этого числа оказались заболевшими с Украины, где носителями вируса стали 23 000 человек. На Украине одной из основных причин широкого распространения кори в последние годы стал низкий уровень общей вакцинации населения страны. Как показывают проведённые исследования, значительный процент украинских жителей не доверяет вакцинации и отказывается подвергать ей своих детей. Особое удивление у европейцев вызвал факт неприятия вакцинации среди местных органов здравоохранения. В результате начиная с 2014 года менее половины украинских детей были вакцинированы от кори.  По сообщению ЮНИСЕФ, количество привитых от кори детей до одного года на Украине не превышает 42 %, что делает ситуацию в стране худшей в мире, уступая по этому показателю только двум африканским странам — Судану и Экваториальной Гвинее.